# 雅科夫·阿格拉诺夫
雅科夫·绍洛维奇·阿格拉诺夫（俄语：Я́ков Сау́лович Агра́нов，1893年10月12日—1938年8月1日）苏联政治人物，内务人民委员部国家安全总局首任局长，内务人民委员亨里希·格里戈里耶维奇·雅戈达副手，苏联政治镇压活动和20年代至30年代摆样子公审的主要组织者。
他制造了塔甘特斯耶夫案和莫斯科审判，其中包括第三次莫斯科审判和工业党审判。阿格拉诺夫还参与了基洛夫案中对凶手列昂尼德·瓦西里耶维奇·尼古拉耶夫的审讯及斯大林大清洗期间在列宁格勒的大规模逮捕和处决活动。